# Commonwealth Games 2022/Teilnehmer (Brunei)
Brunei nahm mit sieben Athleten (fünf Männer und zwei Frauen) in zwei Sportarten an den Commonwealth Games 2022 teil. Es war die insgesamt neunte Teilnahme an Commonwealth Games. 

## Teilnehmer nach Sportarten

### Bowls
| Gelbes Symbol für Goldmedaillen mit stilisierten Olympischen Ringen | Graues Symbol für Silbermedaillen mit stilisierten Olympischen Ringen | Braundes Symbol für Bronzemedaillen mit stilisierten Olympischen Ringen |
| ------------------------------------------------------------------- | --------------------------------------------------------------------- | ----------------------------------------------------------------------- |
| —                                                                   | —                                                                     | —                                                                       |

| Athleten                                                                           | Wettbewerb | Gruppenphase     | Gruppenphase | Gruppenphase       | Gruppenphase | Gruppenphase | Viertelfinale | Halbfinale    | Finale / Spiel um Platz 3 | Rang |
| Athleten                                                                           | Wettbewerb | Spiel 1          | Spiel 2      | Spiel 3            | Spiel 4      | Rang         | Viertelfinale | Halbfinale    | Finale / Spiel um Platz 3 | Rang |
| ---------------------------------------------------------------------------------- | ---------- | ---------------- | ------------ | ------------------ | ------------ | ------------ | ------------- | ------------- | ------------------------- | ---- |
| Männer                                                                             |            |                  |              |                    |              |              |               |               |                           |      |
| Haji Osman Haji Yahya Bahren Abdul Rahman Haji Amli Haji Gafar Mohd Hazmi HJ Idris | Quartett   | Malaysia 8:21    | Wales 2:28   | Norfolk-Insel 4:17 | -            | 4            | ausgeschieden | ausgeschieden | ausgeschieden             | 17   |
| Frauen                                                                             |            |                  |              |                    |              |              |               |               |                           |      |
| Norafizah Matossen Esmawandy Brahim                                                | Doppel     | Australien 14:24 | Kanada 15:12 | Wales 8:27         | -            | 3            | ausgeschieden | ausgeschieden | ausgeschieden             | 12   |

### Gewichtheben
| Athleten          | Wettbewerb          | Reißen  | Reißen | Stoßen  | Stoßen | Zweikampf | Zweikampf | Rang |
| Athleten          | Wettbewerb          | Gewicht | Rang   | Gewicht | Rang   | Gewicht   | Rang      | Rang |
| ----------------- | ------------------- | ------- | ------ | ------- | ------ | --------- | --------- | ---- |
| Nashrul Abu Bakar | Bantamgewicht 61 kg | 95 kg   | 6      | 132 kg  | 6      | 227 kg    | 6         | 6    |